# クルド人
クルド人（クルドじん、クルド語: Kurd / کورد, 英語: Kurds）は、中東北部に位置する山岳地帯クルディスタンに住むイラン系民族。同じイラン系民族だがイラン・イスラム共和国の主要民族たるペルシア人とは区別される。

## 概要

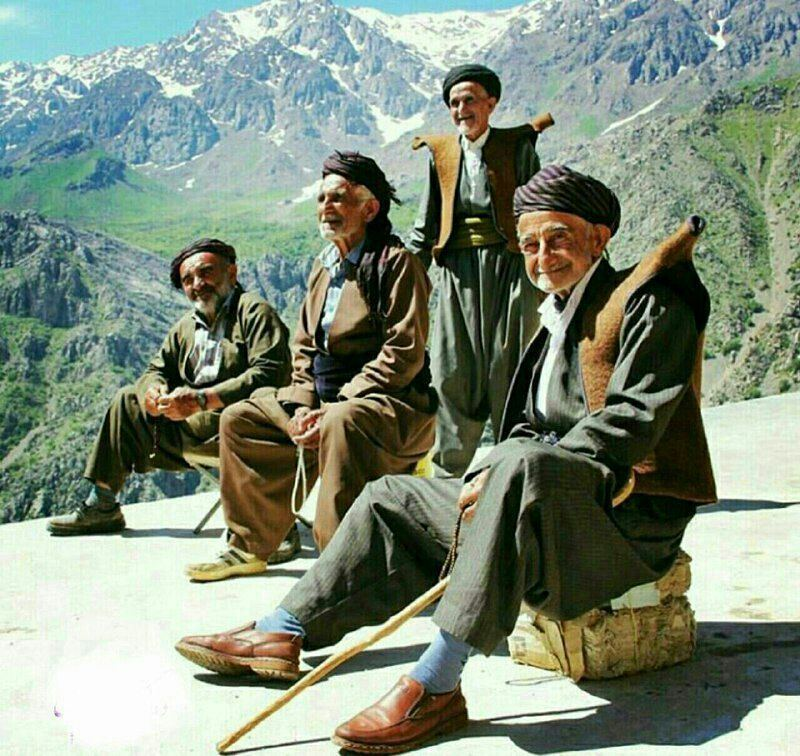

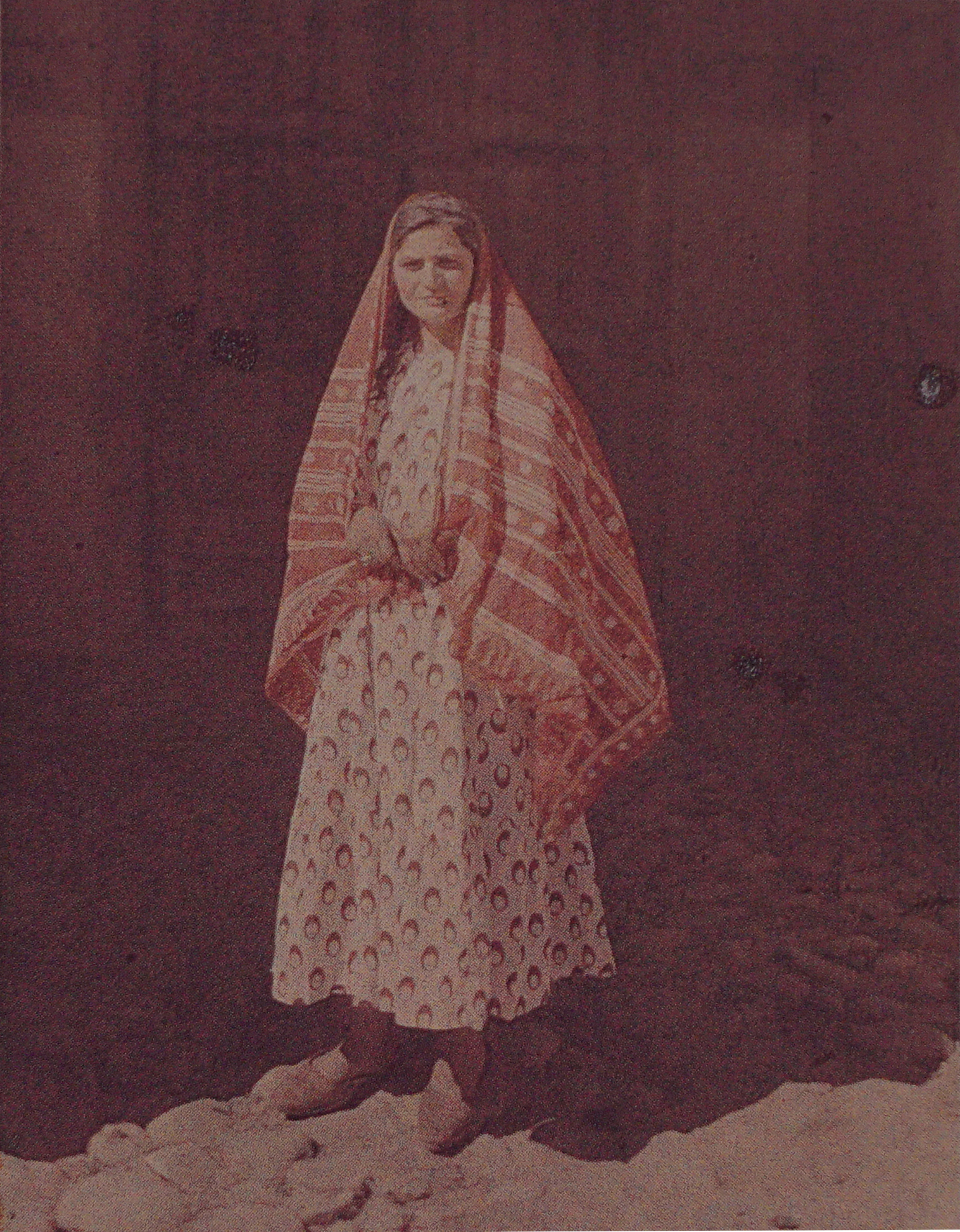
クルド系ユダヤ人の女性。1910年代

トルコ、イラク北部・イラン北西部・シリア北東部等の中東及びアルメニアの各国に広くまたがる形で分布する。人口は3,000万～4,800万人といわれている。「国家を持たない世界最大の民族」ともいわれる。中東ではアラブ人・トルコ人・ペルシャ人（イラン人）の次に多い。宗教はその大半がイスラム教に属する。一方、宗派については、イスラム教のスンニ派（トルコのクルド人のあいだではスンナ派シャーフィー法学派が多数）、アレヴィー派の順に多く、ヤズィーディー（Yazidi）やアフレ・ハック（ペルシア語：Ahl-e Haqq、あるいはヤルサン クルド語：Yârsân とも）なども存在し、他にも少数だがキリスト教（en:Kurdish Christians）、ユダヤ教（en:History of the Jews in Kurdistan）、ゾロアスター教に属しているクルド人もいる。クルド人のキリスト教徒の起源は元々アルメニア人かアッシリア人だとされており、クルド人の大半は中世にイスラム教を採用したが、イスラム教が広まった後も、クルド人の中にはキリスト教に改宗し、キリスト教に改宗したクルド人の多くは東方教会に属したとされている。近年でも一部のイスラム教徒のクルド人がキリスト教に改宗した者もいる。ゾロアスター教は2016年にゾロアスター教公式の火の寺院がイラク北部のクルド人自治地域のスレイマニヤに建てられ、多くのクルド人がゾロアスター教に戻ってきた。クルド人のユダヤ教徒の大半がイスラエルに住んでいるが、イラク北部のクルド人自治地域にも400から730のクルド人ユダヤ教徒の家族がいるとされている。クルド人は異なる宗教と信条を支持しており、伝統的にクルド人は世俗主義で慣行に自由を持っているとされている。言語的にはインド・ヨーロッパ語族イラン語派のクルド語に属する。主な生業は牧畜で、この地のほかの民族と同じく遊牧民として生活する者が多かったが、近年トルコ等を中心に都市へ流入し、都市生活を送る割合も相当数存在する。アイユーブ朝の始祖サラーフッディーン（サラディン）はクルド人の出自と見られている。
クルド人女性（en:Kurdish women）は、20世紀と21世紀にクルド人社会で進歩的な重要な役割を果たし、女性の自由や解放、権利と平等に力を入れ改善を勝ち取った。また北部及び東部シリア自治行政区（ロジャヴァ）のクルド人民防衛隊には女性の防衛部隊があり、ISILとの戦いで戦果を挙げている。

## 歴史
クルド人の居住地は中世から近世にかけて広大な版図を保ったオスマン帝国の領内にあった。
第一次世界大戦でオスマン帝国が敗れ、1920年のセーヴル条約で民族自決権が認められ本来ならば旧オスマン領にクルド自治区が建設される予定であったが、これを認めないアンカラ政府が成立。連合国は新たにローザンヌ条約（1923年）の締結を求められクルド自治区構想は取り消された。その後サイクス・ピコ協定に基づきフランスとイギリスとロシアによって引かれた恣意的な国境線により、トルコ・イラク・イラン・シリア・アルメニアなどに分断された。
1922年から1924年まではクルディスタン王国が存在した。
1946年、現在のイラン北西部に、クルディスタン共和国（英: Republic of Kurdistan、1月22日 - 12月15日）が、ソヴィエト連邦の後押しによって一時的に樹立された。
20世紀後半になると文化的な圧力の元で政治勢力が誕生し、大きな人口を抱えるトルコやイラクでは分離独立を求め、長年居地元政府との間で武力闘争を展開するといった様々な軋轢を抱えている。近年では、各国の枠組みの中でより広範な自治権獲得を目指したり、当事者間による共存のための対話を模索する動きもある。一方でこれらの地域を離れ、欧米などへの移民となるケースも増加している。

## 各国での居住状況

### トルコ
クルド人口が最も多いのはトルコで、ザザ人を含めると約1,144万5千～1,500万人が居住する。これはトルコ人口の十数パーセントに当たる。ヒツジの飼育と農業を生業とする半遊牧生活を送る。定住生活を営むようになってからの歴史は浅い。伝統的な居住地は、トルコ南東部および東部であったが、オスマン帝国後期に、コンヤ、アンカラ、クルシェヒール、アクサライなどの内陸アナトリア地方に移住させられた部族もあり、これらは、今日、中部アナトリア・クルド人 (トルコ語:Orta Anadolu Kürtleri、クルド語: Kurdên Anatoliya Navîn)と呼ばれている。また、共和国期には、経済的、社会的な理由による自発的な移住のほか、反乱の結果としての強制移住も行われ、クルディスタン労働者党による武装闘争の開始後、特に1990年代、治安悪化を理由に、イスタンブール、イズミル、アンカラ、アダナ、メルスィンなどのトルコ国内の大都市や国外に移住するもの数は増加した。今日、トルコで最大のクルド人口を抱える都市はイスタンブールであり、2007年の時点で約190万のクルド系住民が居住している。
オスマン帝国の主たる後継国家であるトルコでは、共和人民党政権が単一民族主義をとったため、クルド人の存在を認めず「山岳トルコ人」として、最近までクルド語をはじめとする少数民族の放送・教育が許可されてこなかったが、これがクルド人としての統一したアイデンティティを覚醒させることとなった。1978年、アブドラ・オジャランがクルド人独立を掲げるクルド労働者党（クルディスタン労働者党）（PKK。トルコ及び日本政府はテロ組織と見なしている）を設立、1984年からゲリラ攻撃を開始、1995年にトルコ軍が労働者党施設などを攻撃、イラク領内にも侵攻し、イラク北部の労働者党拠点を攻撃した。イラクもこれに賛同して、自国のクルド人自治区に侵攻したが、武装解除問題を抱えていたことから、米軍の攻撃を受けることとなる。
しかし、欧州連合 (EU) 加盟を念願するトルコに対して、EU側がクルド人の人権問題を批判して難色を示したことより、トルコが軟化してトルコ国内のクルド人の扱いはやや好転しつつある。2002年、エルドアンが政権をとるとEU加盟を目指して条件をみたすため、学校やテレビでのクルド語使用を一部認めた。ただし、トルコ軍への徴兵を拒否しているクルド人の良心的兵役拒否を認めず、軍刑務所へ収監されるなどしており、欧州連合や欧州評議会、欧州人権裁判所から非難されている。
2006年5月24日、イスタンブールのアタテュルク国際空港貨物用施設で大規模な火災が発生した。原因は漏電と伝えられている。翌日、クルド人の独立派武装組織「クルド解放のタカ」が犯行声明を出した。この組織はクルド労働者党との関係があると指摘されている。
2007年の国会総選挙では、定数550に対し、クルド人候補は過去最高の20～30議席前後を獲得した。
2009年12月11日、憲法裁判所は、クルド人中心の民主社会党（DTP）の活動禁止を決定した。そして、党首を含む二人のDTP 議員を国会から追放するなどの措置をとった。この決定直後に、欧州連合（EU）は公党の禁止措置は有権者の権利を奪うものだと主張、当局の民主的な対応を求めた。14日、同国のエルドアン首相は、「問題があるのであれば、個人を罰するべきで、党そのものを禁止してはいけない」と憲法裁判所の決定を批判した。
17日、トルコ政府は、上記の憲法裁判所の決定にもかかわらず、国内のクルド人の権利拡大政策を継続することを明らかにした。
2013年からはトルコ政府とPKKとの和平交渉が開始されたが、2015年には交渉は決裂、トルコ政府はPKKをテロ組織に指定、その後は停戦はたびたび破られ、PKKによる治安組織への襲撃や爆弾テロが行われた。
2015年6月の総選挙では、エルドアン大統領系与党政党が過半数をとれず258議席にとどまった。一方、クルド系の国民民主主義党(HDP)が世俗派のトルコ市民、リベラル派、左派からも支持を得て全体の10%以上の79議席を獲得している。
2015年12月から2016年2月にかけて、トルコ南東部のクルド人が多く居住する地域ジズレには厳しい外出禁止令が発令され、トルコ政府が同都市内での軍事作戦を展開した。ジズレでは、住民が生活物資や医療へのアクセスを制限される中、トルコ軍による大規模な掃討作戦が実施された。人権団体による報告では、民間人を含む数百人が死亡したとされる一方、トルコ政府はこれらの作戦をテロリストの掃討と位置づけている。
2023年、トルコ人権財団（TİHV）は、クルド人が受ける拷問被害の割合は全国平均の約2.6倍に上ることを明らかにした。また、Human Rights Watchは2023年4月の選挙前に数十人のクルド人ジャーナリスト、政党関係者が逮捕されたことを公表している。
2024年3月にトルコのクルド人地域を現地調査した元国連難民高等弁務官事務所財務局長でUNHCR駐日代表、東洋英和女学院大学の滝澤三郎名誉教授は「トルコ国内でクルド人に対する政策的な差別は全くない」とし、「条約難民の定義である『迫害を受ける恐れ』があるとまでは言えない」と述べているが、MIDDLE EAST EYEの2024年11月の報告では親クルド派の市長3人が解任されたことが報じられている。
2024年10月、連立与党がクルド系政党を通じて和解方法を探り始めた。2025年2月、かねてから収監中のPKK指導者のアブドラ・オジャランが、武装闘争は役割を終え民主手段で権利実現すべきになったとして解散を呼びかけ、同年5月、PKKは武装解除と解散することを発表した。

### イラク

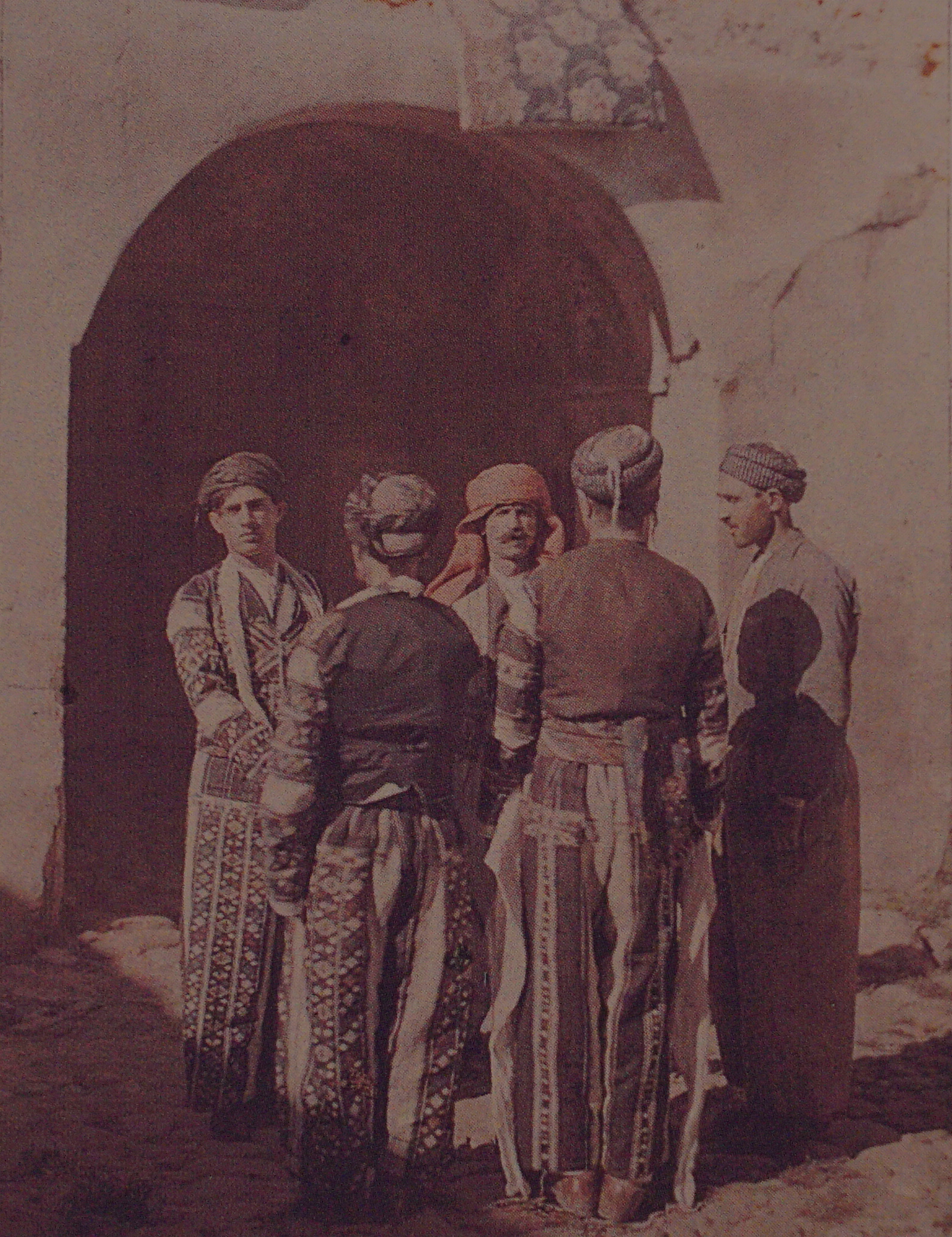
イラク、ザーホーのクルド人。1910年代

イラクはトルコに次いでクルド人が多く居住しており、北部をクルディスタン地域としている。サッダーム・フセイン大統領により、少数民族クルド人は長らく迫害を受けてきた。クルド文化を否定するためクルド人は外部からの移住者と教育、クルドの遺跡発掘、調査を禁じた。
特に、イラン・イラク戦争では、敵国に荷担したという疑いから、クルド人に対して化学兵器で攻撃したとして、イラクは国際的な非難を浴びた（ハラブジャ事件）。一方で、クルド独立闘争を行っていたムッラー・ムスタファ・バルザーニーが属するバルザーニ部族と対立していたベルゼンジ部族などの部族はイラク政権に協力した。
2003年からのイラク戦争によってフセイン政権が崩壊すると、クルド人は米軍駐留を歓迎した。その後、更なる独立権限を持ったクルド人自治政府の設立を占領当局に呼びかけたが、占領当局は自国内にクルド人を抱えるトルコに遠慮し、実現には至らなかった。
2005年、イラク移行政府では、クルド愛国同盟を率いたジャラール・タラバーニが大統領に選出され、副大統領をシーア派などから選出したことで、政権の民族バランスが図られた。しかしクルド人が政権内で少数派であることは変わらなかった。
2017年9月25日には国際社会が反対する中、独立住民投票が自治政府により実施されている。イラクのクルド人地区については、クルディスタン地域も参照のこと。
イラク国内でのクルド人は家族が宗教に反する行為を行った場合に激しく虐待行為を行い殺害まで至っているとして、国際連合（国連）が懸念の声を上げている。2007年4月7日にはイラク北部地域でムスリムの男性と駆け落ちするためにヤズディ教からイスラム教に改宗したとして、17歳の少女が家族らによってリンチを受け虐殺されている映像がインターネット上に公開され、問題となった（名誉の殺人#批判を参照）。
- クルド民主党
- クルド愛国同盟

### シリア
北部地域に少数のクルド人が在住している。

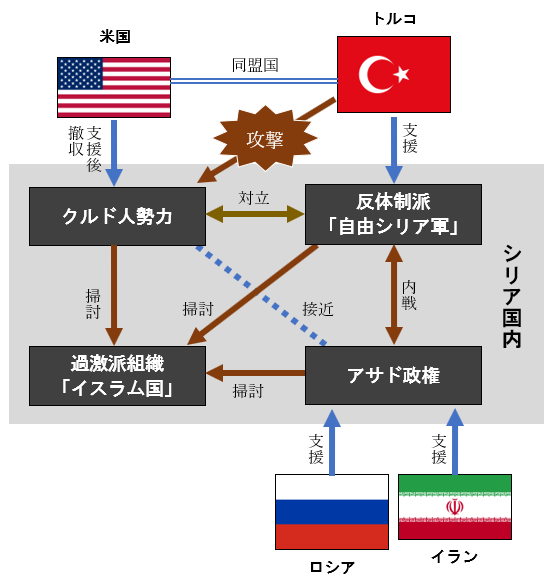
2019年10月時点での国内相関図

2011年から続くシリア内戦の長期化によってアサド政権の影響力が低下し、ロジャヴァ（西クルディスタン地域）を中心に活動するクルド人民防衛隊（YPG）を含めた各武装勢力の活動が活発化した。2013年からロジャヴァは事実上のクルド人独立地域となっているが、YPGがアサド政権打倒を目指す反体制派に与しない中立的立場維持の戦略を採ったこともあり、アルカイーダ系反政府勢力やIS（イスラム国）との戦闘を優先するシリア政府からは事実上黙認されている状態となった。
2014年以降はシリア北東部でIS（イスラム国）が急速に支配地域を拡大したことにより、コバニ（アイン・アル＝アラブ）では反乱勢力（自由シリア軍）と、カーミシュリーやハサカなどではシリア軍（アサド政権）と、クルド人勢力の共闘が見られた。
2015年以降はアメリカや英仏独を後ろ盾とするシリア民主軍に参加した。しかし、シリア内戦最大の激戦となったアレッポの戦い (2012-)では欧米が支援する反体制派ではなくアサド政権側に協力するなど、欧米とアサド政権（及びその後ろ盾であるロシア）双方との関係維持を目指す独自の動きを見せていた。
2017年後半から2018年前半にかけ、イスラム国の崩壊や、アサド政権によるダマスカス近郊及び南部地域の反体制派制圧などが相次ぎ、主要な戦闘地域はイドリブを中心としたシリア北部に移った。このことはクルド人を巡る状況にも大きな変化を生じさせた。
クルド人勢力の影響力拡大を嫌ったトルコは、シリアに対して本格的な越境攻撃を繰り返した。一方、それまでクルド人の後ろ盾となっていた欧米は、それらトルコのシリア北部への攻撃を黙認した。そして2018年末にはトランプ大統領がアメリカのシリアからの撤退を示唆するに至り、YPGはアサド政権に軍事支援を要請することとなった。南西部で反体制派の制圧を成功させたことで戦力に余力が出来ていたアサド政権はYPGの要請に応えて援軍派遣を決定した。このことでクルド人勢力とアサド政権が急速に接近した。またそれに伴いロシアを仲介として、YPGが制圧した反体制派支配地域のアサド政権への移譲と、その見返りとして、PYDによるロジャヴァの自治承認を求める交渉が行われた。
2019年8月にはアメリカとトルコは、シリア北部に安全地帯を設けることを目指すことを合意した。しかし10月6日、アメリカ政府はYPGを標的にしたトルコによる越境軍事作戦については関与しないと声明を出し、YPGを支援するためシリアに駐留していたアメリカ軍は撤退を開始した。10月9日、トルコ軍は国境を超えシリアに侵攻し、クルド人に対する軍事攻撃を開始した。
2024年12月、シリアはトルコが後押ししてきた勢力が首都をはじめとする地域の実権を握ったが、シリア北部の広い地域をPKKに近い武装組織を主体とするシリア民主軍が支配している。
- クルド民主統一党 (Partiya Yekitiya Demokrat、PYD)
- クルド人民防衛隊 (Yekineyen Parastina Gel、YPG)
- クルド人民防衛隊(Women's Protection Units)YPJ)
- シリア民主軍 (Syrian Democratic Forces、SDF)

### イラン
- イラン・クルド民主党

- クルド自由生活党

### （欧州全般）
ロシアを別にすれば約150万人以上がいるとみられる。1960年代からの労働者不足を補うための外国人労働者、1970年代以降の迫害や戦闘を逃れてきた難民、軍事クーデタで逃れてきた政治亡命者などである。

### ドイツ
約120万人。

### フランス
約10万人。

### オランダ
約10万人。

### スウェーデン
約10万人おり人口の1%ほど。難民として多くのクルド人を受け入れた。知識人層が多かったためスウェーデン社会への順応力が高かった。クルド語の教育も受けられクルド系の議員も生まれている。アンデション政権発足の際にはイラン出身のクルド系で元ゲリラのアミネ・カカバベがキャスティングボートを担った。

### 日本
川口市や蕨市に2024年時点で計約3000人とされる。

## 遺伝子
クルド人のY-DNAは、Jが40%、R1bが16.8%、Iが16.8%、R1aが11.6%、E1b1bが7.4%、Gが4.2%である。

## 関連文献
- 山口昭彦 編『クルド人を知るための55章』明石書店〈エリア・スタディーズ〉、2019年。